# 150 лет Центральному государственному историческому архиву Украины
«150 лет Центральному государственному историческому архиву Украины» — монета, посвящённая Центральному государственному историческому архиву Украины, находящемуся в Киеве и основанному в 1852 году по инициативе Временной комиссии для рассмотрения древних актов при киевском, подольском и волынском генерал-губернаторе. Сегодня собрание архива насчитывает около 1,5 миллиона уникальных документов о истории Украины ХІІІ — начала XX века.
Монета вошла в оборот 13 сентября 2003 года в рамках серии «Другие монеты».

## Описание и характеристики монеты
| Номинал | Масса | Диаметр | Гурт     | Тираж  |
| ------- | ----- | ------- | -------- | ------ |
| 5       | 9,4   | 28,0    | рифлёный | 30 000 |

### Аверс
На аверсе монеты изображено перо с чернилами и номинал монеты с рукописной надписью «гривен». Возле пера изображена печать в виде герба Украины Сверху надпись «Украина», а снизу год чеканки — 2003.

### Реверс
В центре изображены песочные часы, как символ времени, с датами — 1852 и 2002. По бокам песочных часов изображены книги, свертки, документы, фотографии и прочее. За центром монеты круговая надпись «ЦЕНТРАЛЬНЫЙ ГОСУДАРСТВЕННЫЙ ИСТОРИЧЕСКИЙ АРХИВ УКРАИНЫ».

## Авторы
- Художник — Лариса Корень
- Скульптор — Святослав Иваненко

## Цена монеты
Цена в 5 гривен установлена Национальным банком Украины во время реализации монеты через его филиалы в 2003 году.
Цена монеты менялась в разные годы так:
| Год         | 2013 | 2014 | 2015 | 2016 |
| ----------- | ---- | ---- | ---- | ---- |
| Цена в грн. | 85   | 105  | 170  | 224  |